# District judiciaire de León
Le district judiciaire de León est un district judiciaire espagnol de la province de León en Castille et León (Espagne).

## Liste des communes
Communes du district judiciaire :
| Algadefe                    | Ardón                   | Los Barrios de Luna          |
| Boñar                       | Cabreros del Río        | Campazas                     |
| Campo de Villavidel         | Cármenes                | Carrocera                    |
| Castilfalé                  | Chozas de Abajo         | Cimanes de la Vega           |
| Cimanes del Tejar           | Corbillos de los Oteros | Cuadros                      |
| Cubillas de los Oteros      | Cubillas de Rueda       | Fresno de la Vega            |
| Fuentes de Carbajal         | Garrafe de Torío        | Gordoncillo                  |
| Gradefes                    | Gusendos de los Oteros  | Izagre                       |
| León                        | Mansilla de las Mulas   | Mansilla Mayor               |
| Matadeón de los Oteros      | Matallana de Torío      | Matanza                      |
| Las Omañas                  | Onzonilla               | Pajares de los Oteros        |
| La Pola de Gordón           | Riello                  | Rioseco de Tapia             |
| La Robla                    | San Andrés del Rabanedo | San Millán de los Caballeros |
| Santa Colomba de Curueño    | Santa María de Ordás    | Santas Martas                |
| Santovenia de la Valdoncina | Sariegos                | Sena de Luna                 |
| Soto y Amío                 | Toral de los Guzmanes   | Valdefresno                  |
| Valdelugueros               | Valdemora               | Valdepiélago                 |
| Valdepolo                   | Valderas                | Valdesamario                 |
| Valencia de Don Juan        | Valverde de la Virgen   | Valverde-Enrique             |
| La Vecilla                  | Vega de Infanzones      | Vegacervera                  |
| Vegaquemada                 | Vegas del Condado       | Villabraz                    |
| Villadangos del Páramo      | Villademor de la Vega   | Villamañan                   |
| Villamandos                 | Villamanín              | Villanueva de las Manzanas   |
| Villaornate y Castro        | Villaquejida            | Villaquilambre               |
| Villasabariego              | Villaturiel             |                              |